# Чорний Олексій Петрович
Олексій Петрович Чорний (* 1964) — доктор технічних наук, професор, директор Навчально-наукового Інституту Електричної інженерії та інформаційних технологій Кременчуцького національного університету імені Михайла Остроградського (КрНУ), професор кафедри систем автоматичного управління та електроприводу КрНУ. Лауреат Державної премії України в галузі освіти (2018). 

## Біографія
1986 року закінчив Криворізький гірничорудний інститут, освоїв спеціальність «електрифікація і автоматизація гірничих робіт».
Чорний О. П. наукову діяльність розпочав у 1986 р., а у сфері освіти працює з 1988 року. 1991 року захистив кандидатську дисертацію: «Пускові системи синхронних двигунів агрегатів Г-Д кар'єрних екскаваторів». З 1999 року працює в Кременчуцькому національному університеті — завідувач кафедри КТП, доцент кафедри КІС. З 2003 року — професор кафедри систем автоматичного управління та електропривода.
У 2005 захистив докторську дисертацію «Моніторинг параметрів електричних двигунів електромеханічних систем» за спеціальністю 05.09.03 — електротехнічні комплекси та системи. З 2005 року очолює Інститут електромеханіки, енергозбереження і систем управління КрНУ.
За час роботи підготував понад 300 наукових робіт серед яких 11 монографій, підручник і 8 посібників, понад 25 авторських свідоцтв СРСР і патентів України на винахід.
Керівник науково-дослідних робіт за такими основними напрямками наукових досліджень:
- пускові системи регульованих і нерегульованих електроприводів,
- діагностика і моніторинг електромеханічних систем,
- якість перетворення енергії в електромеханічних системах,
- віртуальні лабораторні комплекси для навчального процесу і наукових досліджень.

Головний редактор журналів «Реферативний журнал Інституту електромеханіки енергозбереження та систем управління» (http://refieesu.kdu.edu.ua//) та «Інженерні та освітні технології» (http://eetecs.kdu.edu.ua/), заступник головного редактора журналу «Електромеханічні комплекси і системи» (http: // ees.kdu.edu.ua/en), член редакційних колегій 12 журналів.
Член спеціалізованої вченої ради з присудження докторських і кандидатських ступенів в КрНУ, член такої ради в Донецькому національному технічному університеті (м. Покровськ).
Протягом 2010—2015 років був членом експертної ради з енергетики та електроніки при Державній акредитаційній комісії України. Неодноразово брав участь у роботі комісій з акредитації як вищих навчальних закладів в цілому, так і окремих навчальних спеціальностей вищих навчальних закладів ІІ — IV рівнів акредитації, член науково-методичної комісії з інженерії (підкомісія 141 електроенергетика, електротехніка та електромеханіка) сектору вищої освіти Науково-методичної ради Міністерства освіти і науки України з 2016-по 2018 рік. Експерт з акредитації освітніх програм Національного агентства забезпечення якості освіти (НАЗЯВО) та член експертної групи МОНУ для проведення оцінювання ефективності діяльності ЗВО за науковими напрямами з 2019 року..
Має зареєстрованих 4 патенти — у співавторстві, зокрема, з Д. Родькіним.

## Нагороди
Має наукові й почесні звання та нагороди:
- доктор технічних наук (2005);
- професор (2006);
- грамоти Міністерства освіти і науки України (2007, 2009),
- грамота Національної академії педагогічних наук України (2010),
- знак Міністерства освіти і науки України «Відмінник освіти України» (2010),
- знак Міністерства освіти і науки України «За наукові та освітні досягнення» (2015),
- Лауреат Державної премії України в галузі освіти (2018)